# Desoxyuridin
Desoxyuridin (kurz dU oder in DNA-Sequenzen nur U) ist ein Nukleosid und besteht aus der Nukleinbase Uracil und dem Zucker β-D-Desoxyribose. Es kommt in der DNA nur selten vor, da in der Regel nur Desoxythymidin als Basenpartner des Adenins fungiert.
Desoxyuridin unterscheidet sich nur durch das Fehlen einer Methylgruppe von Desoxythymidin, einem der vier Hauptbestandteile von DNA. Die Methylgruppe bewirkt eine leichte Stabilisierung der doppelsträngigen Form von DNA.

Desoxythymidin, Bestandteil der DNA, hat eine Methylgruppe mehr als Desoxyuridin

## Verwandte Verbindungen
- Brivudin
- Bromdesoxyuridin
- Idoxuridin